# Itek Air
Die Itek Air (russisch Авиакомпания ИТЕК-ЭЙР) war eine kirgisische Fluggesellschaft mit Sitz in Bischkek. Itek Air stand, wie alle Fluggesellschaften aus Kirgisistan, auf der Schwarzen Liste der EU und durfte deshalb nicht im Luftraum der Europäischen Union fliegen.

## Geschichte
Itek Air wurde 1999 gegründet. Die ersten Flüge fanden mit Tupolew Tu-134 und Tu-154-Flugzeugen auf der Route Bischkek-Moskau statt. Später wurden dann Kogalym, Nowosibirsk, Istanbul und Ürümqi in den Flugplan aufgenommen. Im Jahr 2000 erfolgte die Anerkennung der Itek Air durch die International Air Transport Association. Im Jahr 2007 beförderte die Fluggesellschaft 52.225 Passagiere in mehr als 530 Flügen. Der Fluggesellschaft wurde die Fluglizenz 2010 erst temporär und schließlich 2012 endgültig entzogen.

## Flugziele
Itek-Air verband kirgisische Ziele mit der russischen Hauptstadt Moskau und Nowosibirsk sowie Ürümqi in China.

## Flotte
Itek Air betrieb in ihrer Geschichte insgesamt sieben verschiedene Flugzeuge mit einem Durchschnittsalter von 33,8 Jahren
- 5 Boeing 737-200
- 1 Tupolew Tu-134A
- 1 Tupolew Tu-154B

## Zwischenfälle
Am 24. August 2008 stürzte eine Boeing 737 kurz nach dem Start vom Flughafen Manas nahe Bischkek ab und brannte aus. Dabei kamen 65 der 90 Menschen an Bord ums Leben.